# Gazipaşa
Gazipaşa é uma cidade e distrito costeiro do sul da Turquia, pertencente à província de Antália e situado a 180 km a leste da cidade de Antália. O distrito, pacato e rural, é famoso pelas suas bananas e laranjas. Confina a oeste com o distrito de Alanya, a norte com o de Sarıveliler e a leste com o de Anamur.
O antigo nome da cidade era Selino (em latim: Selinus), o qual mudou para Selinti nos primeiros tempos do período otomano.

## Descrição
O distrito ocupa uma estreita faixa de costa entre o Mediterrâneo e os Montes Tauro, os quais se erguem abrutamente — o ponto mais alto do distrito, o Monte Deliktaş, encontra-se a 2 253 m de altitude. No alto das montanhas é possível encontrar fósseis de animais marinhos devido ao facto dos cumes se encontrarem à beira-mar no Paleozoico (entre 540 e 245 milhões de anos atrás).
A estrada costeira é estreita e sinuosa a leste de Alanya, tornando Gazipaşa um sítio remoto e de acesso difícil desde Antália e ainda mais desde o leste — Anamur encontra-se a 80 km, mas a viagem dura cerca de duas horas. As encostas rochosas têm fama de albergarem largas quantidades de serpentes, escorpiões e outras formas perigosas de vida selvagem. O distrito tem 50 km de costa, dos quais metade são de praias de areia, a que se juntam inúmeras pequenas enseadas nas partes mais rochosas onde é possível nadar. As praias de Gazipaşa são usadas para desova pelas tartarugas marinhas Caretta caretta. A construção está proibida nas praias usadas pelas tartarugas.
A economia depende principalmente da agricultura, sendo os terrenos costeiros usados para produção de fruta e legumes, especialmente citrinos e bananas. Em anos mais recentes têm sido construídas estufas de vidro e grande número para cultivo de pepinos, morangos e alcachofras ao longo de todo o ano. Há também alguma produção de cereais e criação de gado nas pastagens de montanha. A floresta e a pesca têm alguma importância económica, mas praticamente não há indústria.
Em 2010 o município era governado pelo Partido Republicano do Povo (CHP), de centro-esquerda, sendo prefeito Cem Burak Özgenç.
A atividade turística em Gazipaşa está muito longe de ter acompanhado o boom que se verificou na vizinha Alanya, mas desde o início do século XXI tem havido esforços para atrair mais turistas à região, que passaram, por exemplo, pela construção de uma marina e do Aeroporto de Gazipaşa-Alanya (IATA: GZP, ICAO: LTFG), que serve, além de Gazipaşa, Alanya e Yesiloz. Entre as atrações turísticas destacam-se sítios arqueológicos, grutas, praias e as caminhadas nas montanhas.

## História
Esta é uma parte do mundo com uma longa história. Há vestígios de um povoado hitita datado de 2 000 a.C. e crê-se que a costa foi habitada muito antes disso. A antiga cidade grega de Selino (em latim: Selinus) foi fundada nas margens do rio Cestro (Kestros; atualmente chamado Hacımusa) em 628 a.C., fazendo parte do Reino da Cilícia. Em 197 a.C. a área passou para as mãos dos romanos. O imperador Trajano (r. 98–117) morreria aqui no século I d.C., ao adoecer durante uma viagem ao longo da costa mediterrânica. O seu corpo foi levado para as cerimónias fúnebres em Roma pelo seu sucessor, Adriano (r. 117–138), chamando-se à cidade Trajanópolis (Traianapolis ou Trajanapolis) durante algum tempo.
Aos romanos sucederam-se os bizantinos, que perderam a área para os seljúcidas de Caicobado I em 1225. Durante o período dos beilhiques, a costa de Selinti foi controlada pelos caramânidas (em turco: Karamanoğlu) de Cónia, sendo integrada no Império Otomano em 1472 por Gedik Ahmed Paxá, o almirante de Maomé II, o Conquistador. O viajante do século XVII Evliya Çelebi descreve Selinti como um conjunto de 26 aldeias, com uma mesquita bem cuidada em frente ao mar, com um cais para barcos com ligação a Chipre e montanhas verdejantes atrás.